# 곰탕

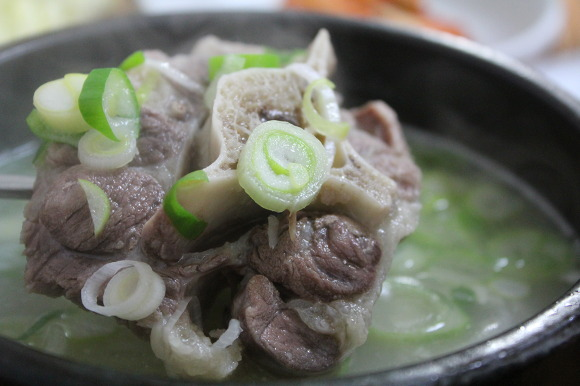
꼬리곰탕

곰국 또는 곰탕(-湯)은 소의 고기와 뼈를 진하게 푹 고아서 끓인 국 또는 탕이다. 쇠고기 부위 중 양지머리, 사태, 업진(업진살), 곱창, 갈비, 꼬리, 다리를 주로 사용하며, 무를 같이 넣고 끓인다. 고기가 완전히 익으면 이를 얇게 썰어 후춧가루, 다진 파, 소금(또는 간장)으로 양념을 해서 먹는다.

## 유래
송나라 서긍이 우리나라를 여행하고 쓴 여행기인 《고려도경》을 보면 
고려 사람들이 사신을 대접하기 위해 양과 돼지를 도살하는데 네 다리를 묶고 불 위에 내던지고 만일 다시 살아나면 몽둥이로 때려죽이니 배속의 창자가 온통 찢어져서 오물이 흘러 나와 이것으로 요리한 고기에 고약한 냄새가 있어 먹을 수 없었다.

 같은 내용이 나오는데 통일신라시대까지도 육류를 즐겨 먹지 않았던 한민족이 고기 손질에 대한 기술이 얼마나 부족했는지 알 수 있다.
고려 이전까지 고기 손질에 대한 기술이 크게 발전하지 않았지만, 고려 말에 몽골인이 세운 원나라의 지배를 받으며 몽골인으로부터 도살법을 배우게 되었는데 이로 인해 불교에서 신성시하는 동물인 소를 가장 즐겨먹게 되었다. 고려인은 도살법 뿐만 아니라 고기 요리법도 몽골인을 통해 배우게 되었다.
곰탕은 1768년 몽학훈장 이억성이 간행한 《몽어유해》에 따르면 "몽골에서는 맹물에 고기를 넣고 끓인 것을 공탕(空湯)이라 적고 '슈루'라 읽었다"고 한다. 슈루는 오늘날의 곰탕이나 설렁탕처럼 맹물에 고기를 넣고 삶는 조리법으로 끓인 국과 비슷한 것으로 여겨진다.

## 종류

### 재료별
- 꼬리곰탕
- 사골 곰탕: 사골(四骨)은 짐승, 특히 소의 네 다리뼈를 뜻하는 말로, 사골 곰탕은 보통 소의 다리 뼈를 고아 만든 곰탕이다.

### 지역별
- 서울 설렁탕
- 현풍 곰탕: 현풍 지역 출신. 소꼬리, 발바닥, 소의 발과 내장으로 만들어진다.[1]
- 나주 곰탕: 나주 지역 출신. 육수에 굽은 고기를 넣는다.[2]

## 같이 보기
- 뼈육수